# Anne Panter
Anne Panter (Kettering, 28 de enero de 1984) es una exjugadora británica de hockey sobre césped.

## Trayectoria
Panter tuvo su primera participación olímpica en los Juegos Olímpicos de Pekín 2008. En los Juegos Olímpicos realizados en su país llegó a semifinales, pero perdió ante Argentina por 2 a 1. En el partido por el tercer puesto derrotó a Nueva Zelanda 3 a 1 y obtuvo la medalla de bronce.